# Remenauville
Pour l’article ayant un titre homophone, voir Remenoville.
Remenauville  est une ancienne commune de Meurthe-et-Moselle, détruit durant la Première Guerre mondiale, supprimée en 1942. Symboliquement, son nom a été accolé à celui de la commune voisine de Limey pour former Limey-Remenauville.

## Histoire

### Avant 1914
Le village de Remenauville relevait du bailliage de Pont-à-Mousson en 1756.
La majeure partie de la nouvelle église de Remenauville, de style néo-gothique, est construite de 1857 à 1860 sous l'impulsion du maire Étienne Lallement, en remplacement de la précédente, datée du XVIIIe siècle en mauvais état, qui ressemblait à une halle couverte d'un plafond. Le coût de la nouvelle église estimé par l'architecte nancéien Léon Vautrin est de 43 800 000 francs. Elle est consacrée en 1862.
Avant la Première Guerre mondiale, Remenauville, qui comptait 138 habitants, était un village lorrain de type village-rue comportant une double rue créant un ilot central autour duquel la circulation est possible. Les voies portaient les noms de « Grande-rue », « rue du Puit-du-Loup » et « rue de l'Église ».
En 1914, le village se composait de 138 habitants :
- 3 agriculteurs propriétaires
- 1 maréchal-ferrant
- 1 charpentier
- 1 aubergiste
- 1 bûcheron
- 1 charron
- 1 couturière
- 1 maçon
- 1 garde-forestier
- 1 garde champêtre
- 1 instituteur

### Pendant la guerre
Après l'annexion allemande conformément au traité de Francfort mettant fin à la guerre de 1870, la nouvelle frontière n'est éloignée de Remenauville que d'une vingtaine de kilomètres.
Lors de la déclaration de guerre, les troupes françaises occupent le village et le mettent en défense, pensant que les troupes allemandes, partant de Metz, vont contourner les défenses de Verdun par le Sud. La population n'est pas évacuée.
Le 3 septembre 1914, les premières incursions de uhlans sont repoussées par les fantassins du 368e RI, qui occupent également les villages de Limey, Regniéville et Fey-en-Haye. Celles-ci sont suivies par une attaque des troupes allemandes  qui s'emparent le 5 septembre du village évacué par les troupes françaises.
Après avoir bloqué l’offensive allemande, les troupes françaises reprennent l’offensive et reconquièrent une partie du terrain perdu. Les Allemands tenus en échec sur la Marne et au Grand-Couronné, se replient dans la plaine de Woëvre et abandonnent le village le 15 septembre. Mais les Français ne profitent pas de cet avantage et, devant le calme relatif de cette partie du front le dégarnissent tandis que de nombreux renforts allemands sont annoncés.
Du 22 au 25 septembre, la 73e division d'infanterie reconquiert une partie du terrain perdu. Flirey, Limey, Lironville, Mamey sont repris au prix de lourdes pertes. De nombreuses tentatives sont menées pour le village de Remenauville, mais elles sont repoussées par le feu d'infanterie et d'artillerie allemande.

Ainsi, le front se fige autour de Remenauville le 25 septembre au matin.
Les Allemands qui se sont retirés après les combats de Lironville établissent leur ligne de défense sur un terrain qui leur est favorable. Ils commencent à creuser des éléments de tranchées et à fortifier les positions sur lesquelles ils ont décidé de résister.
Dès lors l'occupation du village qui forme une avancée dans leur ligne de défense, va se révéler ne pas être de tout repos. Les coups de mains se succèdent de part et d'autre pour aller tester les défenses de l'adversaire et le village est régulièrement bombardé par des obus de gros calibres.
Baptisé « secteur A3 » par les Allemands, il comprend le village proprement dit et une partie des tranchées qui remontent vers Regniéville. Au début de 1915, il est tenu par un bataillon, soit un millier d'hommes environ, qui restent sur la position une dizaine de jours avant d'être relevés.

Les 4 et 5 avril 1915, les Français tentent, sans succès, de prendre le village après une faible préparation d'artillerie.

Le 26 septembre 1915, 30 obus de 220mm tombent sur l'église. Les caves des maisons offrent quelques abris aux troupes placées en réserve derrière la première ligne, mais elles ne sont pas conçues pour résister aux obus et elles vont se révéler parfois être un piège pour leurs occupants comme le 29 septembre 1915 ou 28 hommes, de la 4e compagnie du Brigade Ersatz Bataillon 55, sont tués et 15 blessés.
Des travaux de renforcement des caves seront entrepris et de nouveau abris seront construits dans le village sillonné par les tranchées.
Les bombardements, les tirs de projectiles d'artillerie de tranchée et les fusillades seront récurrents jusqu'en septembre 1918.
La réduction du saillant de Saint-Mihiel par les troupes franco-américaines, le 12 septembre 1918, fait reculer les troupes allemandes mettant ainsi le village de Remenauville hors de portée de l'artillerie ennemie.

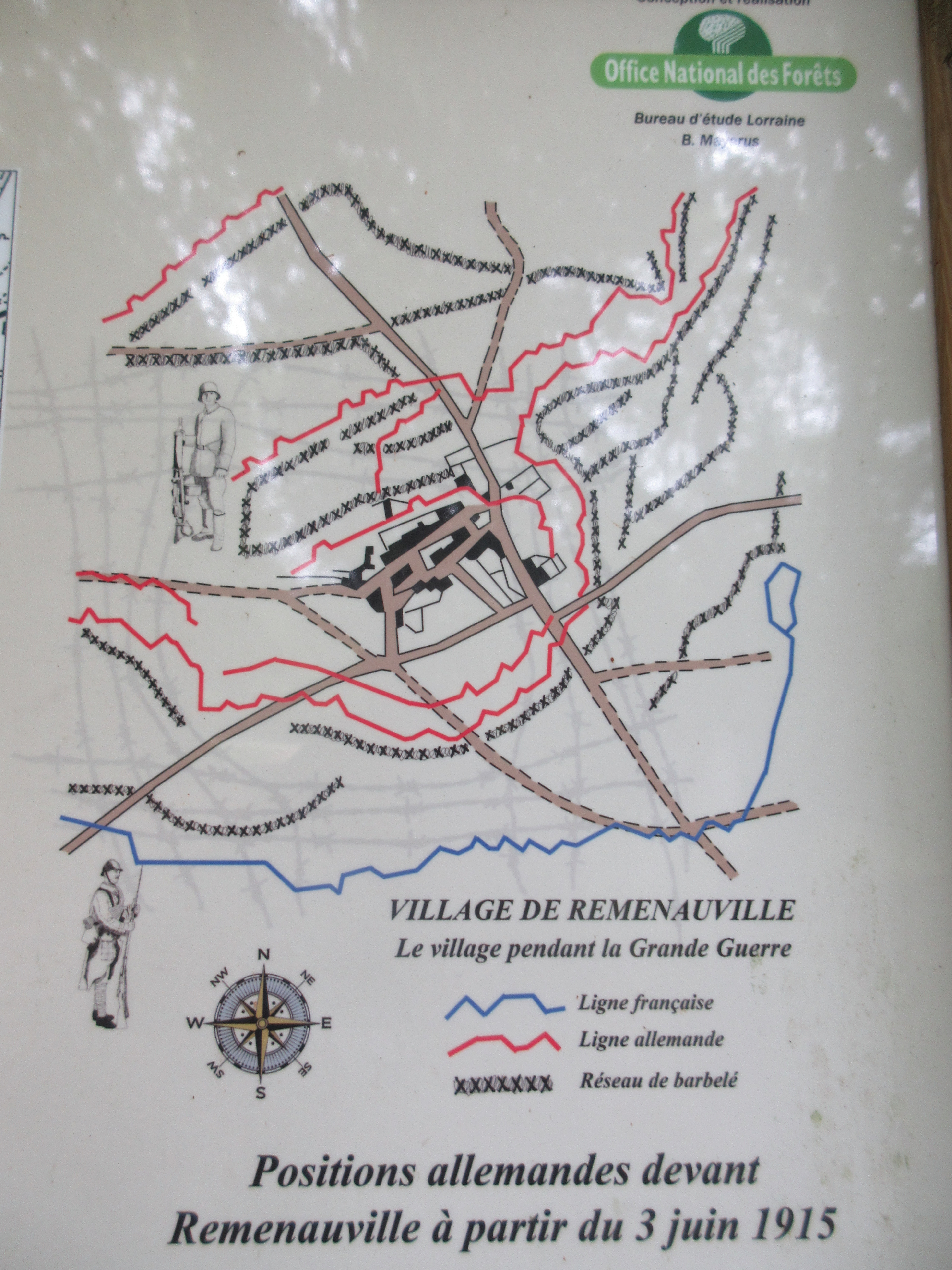
Réseau des tranchées à Remenauville

## Après la guerre
À la fin de la guerre, le village est totalement détruit.
L'église, qui n'avait pas cinquante ans d'existence, les fermes, dont certaines étaient plus que centenaires, les champs, les vergers et les prés sont totalement dévastés. Le terrain miné et creusé de tranchées sur des kilomètres ressemble davantage à une planète morte qu'au village d'antan.
En 1921, le maire et le conseil municipal, rattachés à Limey prennent la décision de ne pas reconstruire le village et de fusionner avec la commune de Limey sous le nom de Limey-Remenauville en 1962.
Actuellement, le site du village est couvert par la végétation, quelques sentiers ont été aménagés à l'emplacement des anciennes rues qui sont indiquées par un panneau ainsi que la position des principales maisons. Une chapelle a été construite à l'emplacement de l'ancienne église.
Quatre habitants ont par ailleurs été admis parmi les 4281 Justes parmi les nations de France pour avoir sauvé des personnes juives persécutées par le régime nazi et le gouvernement de Vichy :
- Anna Gouy, Limey[5],
- Victor Gouy, Limey[6].
- Émile Thouvenin, Remenauville[7].
- Geneviève Thouvenin, Remenauville[8].

## Politique et administration
| Période                                  | Période   | Identité          | Étiquette | Qualité |
| ---------------------------------------- | --------- | ----------------- | --------- | ------- |
| Les données manquantes sont à compléter. |           |                   |           |         |
| vers 1856                                | vers 1861 | Étienne Lallement |           |         |

## Démographie
| 1793 | 1800 | 1806 | 1821 | 1831 | 1836 | 1841 | 1846 | 1851 |
| ---- | ---- | ---- | ---- | ---- | ---- | ---- | ---- | ---- |
| 162  | 139  | 160  | 187  | 195  | 224  | 215  | 229  | 223  |

| 1856 | 1861 | 1872 | 1876 | 1881 | 1886 | 1891 | 1896 | 1901 |
| ---- | ---- | ---- | ---- | ---- | ---- | ---- | ---- | ---- |
| 207  | 214  | 198  | 200  | 193  | 188  | 170  | 159  | 137  |

| 1906 | 1911 | 1921 | 1926 | 1931 | 1936 | - | - | - |
| ---- | ---- | ---- | ---- | ---- | ---- | - | - | - |
| 137  | 138  | 0    | 0    | 0    | 18   | - | - | - |

Observation : Listes nominatives de recensement de population en ligne, pour la période 1872-1936. Pour les deux communes, non reconstruites après la Première Guerre mondiale (Regniéville et de Remenauville), dont la disparition n’a été officialisée qu’en 1942, les données sont interrogeables sous leur dénomination initiale, et non sous leur actuelle désignation de Thiaucourt-Regniéville et de Limey-Remenauville.

## Lieux et monuments
- Chapelle du Souvenir, construite après 1918 sur l'emplacement de l'église du village rayé de la carte.

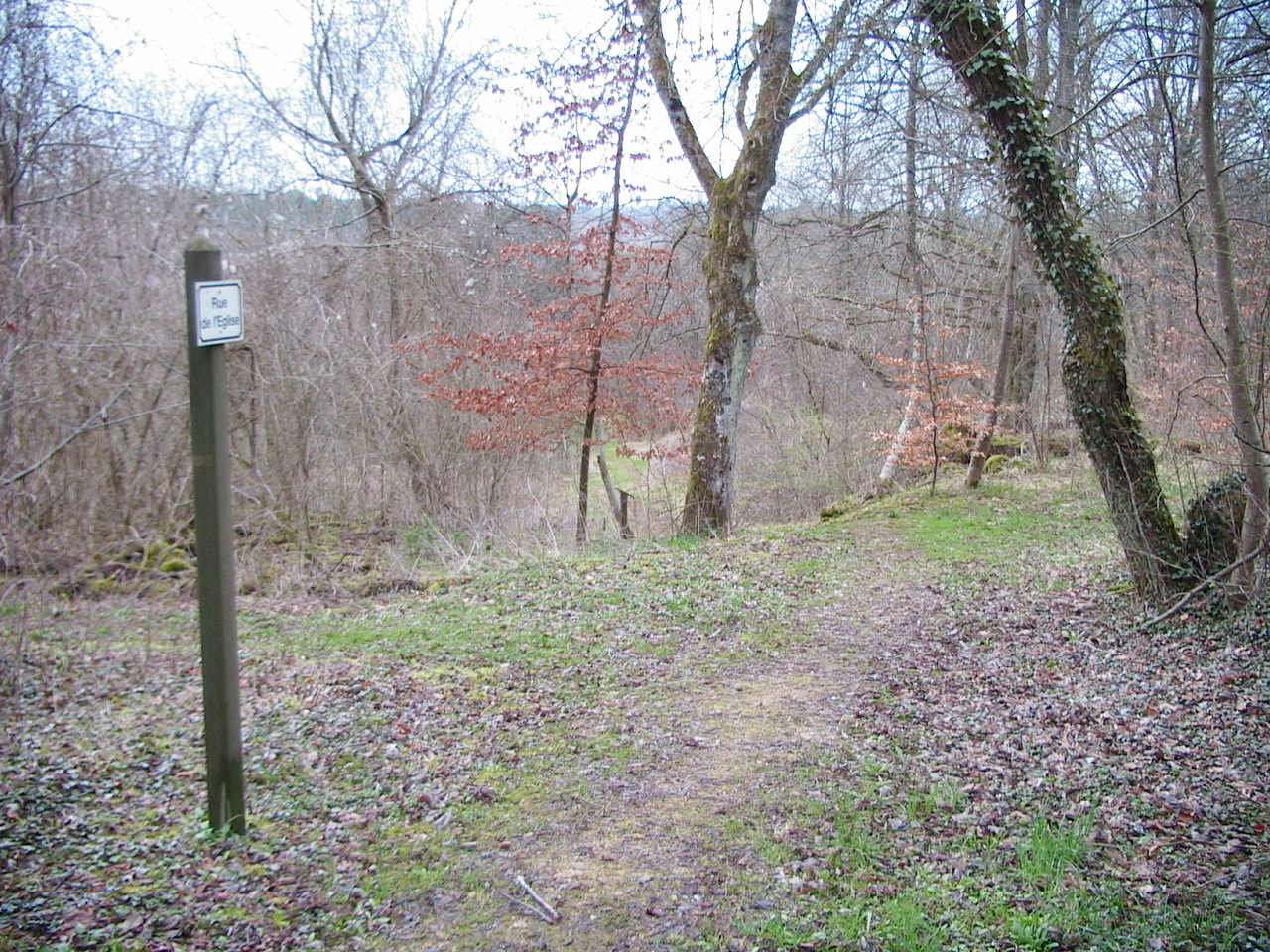
Une rue de l'ancien Remenauville en 2006
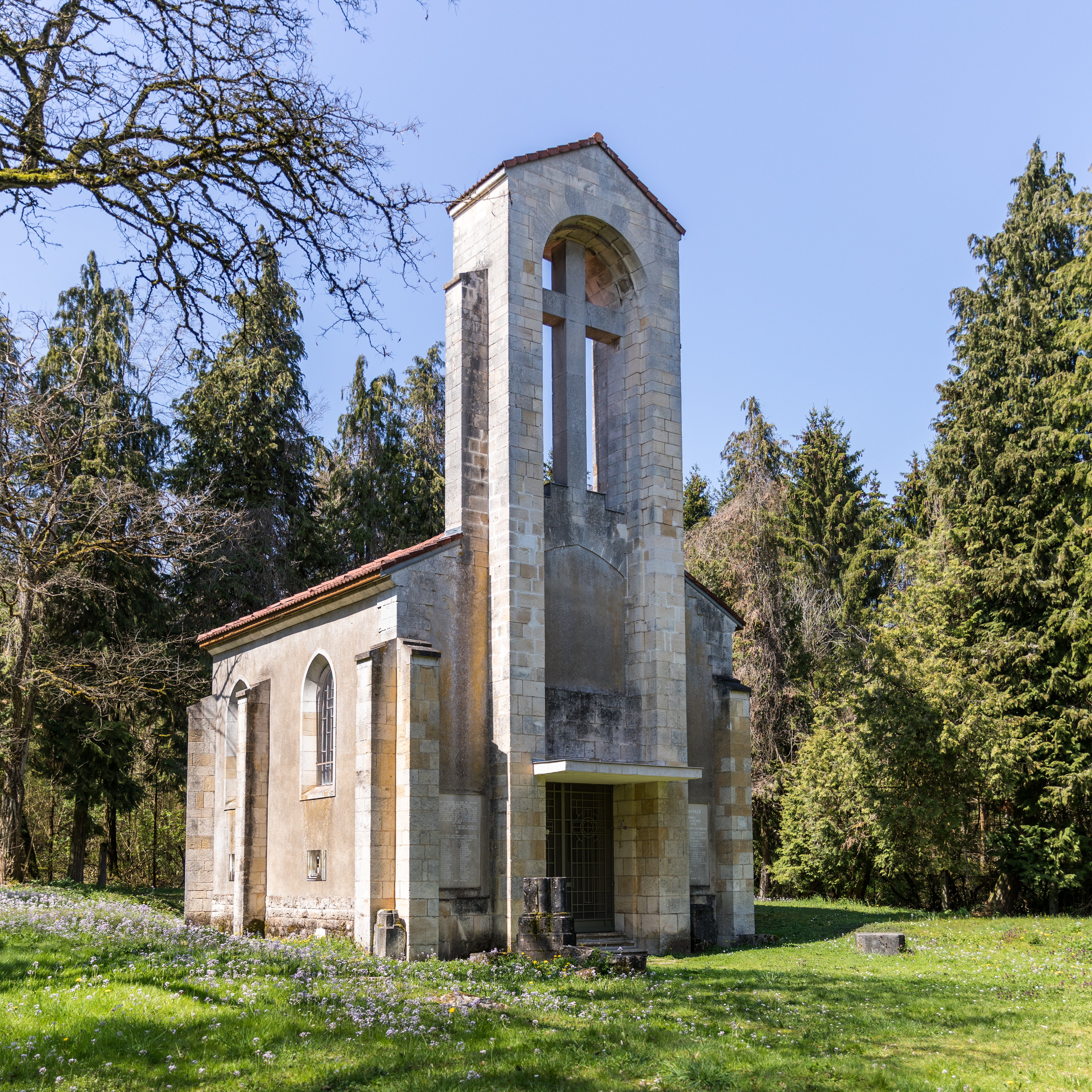
Remenauville : la chapelle du Souvenir

## Toponymie
"La clairière des Ormes", origine du nom du village de Limey. Selon J. Hainzelain et G. Henry le mot Limey dériverait de "Limos" ou "Lemos" qui, en langue celtique, signifie Orme et de Valos" qui veut dire clarière.

### Personnalités liées à la commune
- Émile André, architecte de la reconstruction du village.